# 349 Дембовська
349 Дембовська (349 Dembowska) — астероїд головного поясу, відкритий 9 грудня 1892 року Огюстом Шарлуа у Ніцці.